# Bahnstrecke Küchwald–Obergrüna
| Strecke                                                             |        | von Chemnitz Hbf                                                      | von Chemnitz Hbf                                                      |
| Abzweig geradeaus und ehemals von rechts                            |        | Verbindungskurve von Chemnitz-Hilbersdorf                             | Verbindungskurve von Chemnitz-Hilbersdorf                             |
| Bahnhof                                                             | 0,000  | Chemnitz Küchwald (bis 2018 ohne Pv)                                  | 301 m                                                                 |
| Abzweig geradeaus und nach links                                    |        | nach Neukieritzsch                                                    | nach Neukieritzsch                                                    |
| Abzweig ehemals geradeaus und nach rechts                           |        | nach Wechselburg                                                      | nach Wechselburg                                                      |
| Brücke (Strecke außer Betrieb)                                      | 1,307  | EÜ Wirtschaftsweg (15 m)                                              | EÜ Wirtschaftsweg (15 m)                                              |
| Kreuzung geradeaus oben (Strecke geradeaus außer Betrieb)           | 1,461  | Strecke Neukieritzsch–Chemnitz                                        | Strecke Neukieritzsch–Chemnitz                                        |
| Brücke (Strecke außer Betrieb)                                      | 1,686  | EÜ Wittgensdorfer Straße (73 m)                                       | EÜ Wittgensdorfer Straße (73 m)                                       |
| Abzweig geradeaus und nach links (Strecke außer Betrieb)            | 1,850  | Anst C.G. Haubold jr.                                                 | Anst C.G. Haubold jr.                                                 |
| Dienststation / Betriebs- oder Güterbahnhof (Strecke außer Betrieb) | 1,860  | Chemnitz-Borna Ldst                                                   | 323 m                                                                 |
| Abzweig geradeaus und von links (Strecke außer Betrieb)             | 2,021  | Anst VEB Erste Maschinenfabrik                                        | Anst VEB Erste Maschinenfabrik                                        |
| Strecke mit Straßenbrücke (Strecke außer Betrieb)                   | 2,515  | SÜ Leipziger Straße                                                   | SÜ Leipziger Straße                                                   |
| Brücke über Wasserlauf (Strecke außer Betrieb)                      | 2,910  | DL Ratsbach                                                           | DL Ratsbach                                                           |
| Abzweig geradeaus und nach links (Strecke außer Betrieb)            | 3,200  | Anst Krankenhaus Küchwald                                             | Anst Krankenhaus Küchwald                                             |
| Abzweig geradeaus und von rechts (Strecke außer Betrieb)            | 4,039  | Anst DAPG, später Minol                                               | Anst DAPG, später Minol                                               |
| Brücke (Strecke außer Betrieb)                                      | 4,049  | EÜ Altendorfer Straße (30 m)                                          | EÜ Altendorfer Straße (30 m)                                          |
| Brücke (Strecke außer Betrieb)                                      | 4,200  | EÜ Paul-Jäkel-Straße (38 m)                                           | EÜ Paul-Jäkel-Straße (38 m)                                           |
| Abzweig geradeaus und von links (Strecke außer Betrieb)             |        | von Chemnitz Beyerstraße                                              | von Chemnitz Beyerstraße                                              |
| Dienststation / Betriebs- oder Güterbahnhof (Strecke außer Betrieb) | 4,561  | Chemnitz-Altendorf                                                    | 301 m                                                                 |
|                                                                     |        |                                                                       |                                                                       |
| Abzweig geradeaus und von rechts (Strecke außer Betrieb)            | 4,651  | Anst Francesco Parisi, später VEB Deutsche Spedition                  | Anst Francesco Parisi, später VEB Deutsche Spedition                  |
|                                                                     |        |                                                                       |                                                                       |
| Abzweig geradeaus und von links (Strecke außer Betrieb)             | 5,015  | Anst Emil Uhlmann AG, später Franz Dost                               | Anst Emil Uhlmann AG, später Franz Dost                               |
|                                                                     |        |                                                                       |                                                                       |
| Abzweig geradeaus und von rechts (Strecke außer Betrieb)            | 5,060  | Anst Industriegleis, u. a. DEROP, gleichzeitig Culemeyer-Gleis        | Anst Industriegleis, u. a. DEROP, gleichzeitig Culemeyer-Gleis        |
|                                                                     |        |                                                                       |                                                                       |
| Abzweig geradeaus und von links (Strecke außer Betrieb)             | 5,260  | Anst E. Meyer, später Adolf Löbl                                      | Anst E. Meyer, später Adolf Löbl                                      |
| Strecke mit Straßenbrücke (Strecke außer Betrieb)                   | 5,280  | SÜ Rudolf-Krahl-Straße                                                | SÜ Rudolf-Krahl-Straße                                                |
| Brücke über Wasserlauf (Strecke außer Betrieb)                      | 5,362  | EÜ Mühlgraben                                                         | EÜ Mühlgraben                                                         |
| Abzweig geradeaus und nach links (Strecke außer Betrieb)            | 5,408  | Anst Straßenbahnhof Altendorf                                         | Anst Straßenbahnhof Altendorf                                         |
|                                                                     |        |                                                                       |                                                                       |
| Abzweig geradeaus und nach links (Strecke außer Betrieb)            | 5,530  | Anst Schrottplatz E. E. Meyer, später Schrotthandel Walther Drechsler | Anst Schrottplatz E. E. Meyer, später Schrotthandel Walther Drechsler |
|                                                                     |        |                                                                       |                                                                       |
| Brücke (Strecke außer Betrieb)                                      | 5,607  | EÜ Wirtschaftsweg (teilweise verfüllt)                                | EÜ Wirtschaftsweg (teilweise verfüllt)                                |
| Brücke über Wasserlauf (Strecke außer Betrieb)                      | 5,672  | Brücke Pleißenbach (16 m)                                             | Brücke Pleißenbach (16 m)                                             |
| Brücke (Strecke außer Betrieb)                                      | 5,855  | EÜ Limbacher Straße (37 m)                                            | EÜ Limbacher Straße (37 m)                                            |
| Abzweig geradeaus und nach links (Strecke außer Betrieb)            | 5,870  | Anst Sächsische Brotfabrik-Union Reimann & Kaden                      | Anst Sächsische Brotfabrik-Union Reimann & Kaden                      |
| Dienststation / Betriebs- oder Güterbahnhof (Strecke außer Betrieb) | 6,190  | Chemnitz-Rottluff                                                     | 313 m                                                                 |
| Abzweig geradeaus und von rechts (Strecke außer Betrieb)            | 6,750  | Anst VEB Baustoffhandel (alt)                                         | Anst VEB Baustoffhandel (alt)                                         |
| Brücke (Strecke außer Betrieb)                                      | 6,741  | EÜ Weideweg (11 m)                                                    | EÜ Weideweg (11 m)                                                    |
|                                                                     |        |                                                                       |                                                                       |
| Abzweig geradeaus und nach links (Strecke außer Betrieb)            | 7,015  | Anst VEB Baustoffhandel (neu), später Raab Karcher Baustoffhandel     | Anst VEB Baustoffhandel (neu), später Raab Karcher Baustoffhandel     |
|                                                                     |        |                                                                       |                                                                       |
| Strecke mit Straßenbrücke (Strecke außer Betrieb)                   | 7,160  | SÜ Wirtschaftsweg                                                     | SÜ Wirtschaftsweg                                                     |
| Strecke mit Straßenbrücke (Strecke außer Betrieb)                   | 7,575  | SÜ Bundesautobahn 72                                                  | SÜ Bundesautobahn 72                                                  |
| Strecke mit Straßenbrücke (Strecke außer Betrieb)                   | 7,827  | SÜ Kopernikusstraße                                                   | SÜ Kopernikusstraße                                                   |
|                                                                     |        |                                                                       |                                                                       |
| Abzweig geradeaus und nach rechts (Strecke außer Betrieb)           | 8,257  | Anst SDAG Wismut, vormals Richard Friedrich Nutzholzhandlung          | Anst SDAG Wismut, vormals Richard Friedrich Nutzholzhandlung          |
|                                                                     |        |                                                                       |                                                                       |
| Strecke mit Straßenbrücke (Strecke außer Betrieb)                   | 8,697  | SÜ Oberfrohnaer Straße                                                | SÜ Oberfrohnaer Straße                                                |
| Abzweig geradeaus und nach rechts (Strecke außer Betrieb)           | 9,035  | Anst Holzhandlung Friedrich                                           | Anst Holzhandlung Friedrich                                           |
| Dienststation / Betriebs- oder Güterbahnhof (Strecke außer Betrieb) | 9,051  | Niederrabenstein                                                      | 342 m                                                                 |
| Brücke (Strecke außer Betrieb)                                      | 9,545  | EÜ Riedstraße (25 m)                                                  | EÜ Riedstraße (25 m)                                                  |
| Brücke (Strecke außer Betrieb)                                      | 9,945  | EÜ Weigandstraße (13 m)                                               | EÜ Weigandstraße (13 m)                                               |
| Brücke über Wasserlauf (Strecke außer Betrieb)                      | 10,200 | DL Riedbach                                                           | DL Riedbach                                                           |
| Brücke (Strecke außer Betrieb)                                      | 10,419 | EÜ Schaftreiberweg                                                    | EÜ Schaftreiberweg                                                    |
| Abzweig geradeaus und von rechts (Strecke außer Betrieb)            |        | von Limbach (Sachs)                                                   | von Limbach (Sachs)                                                   |
| Blockstelle (Strecke außer Betrieb)                                 | 11,665 | Abzw Schützenhaus (Streckenende)                                      | 378 m                                                                 |
|                                                                     |        | (Strecke Limbach–Wüstenbrand)                                         |                                                                       |
| Bahnhof (Strecke außer Betrieb)                                     | 12,940 | Grüna (Sachs) ob Bf (bis 1910 Obergrüna)                              | 379 m                                                                 |
| Strecke (außer Betrieb)                                             |        | nach Wüstenbrand                                                      | nach Wüstenbrand                                                      |

| Strecke (außer Betrieb)                                             |       | von Abzw Schützenhaus                                                       | von Abzw Schützenhaus                                                       |
| Dienststation / Betriebs- oder Güterbahnhof (Strecke außer Betrieb) | 0,000 | Chemnitz-Altendorf                                                          | 301 m                                                                       |
| Abzweig geradeaus und nach links (Strecke außer Betrieb)            |       | nach Chemnitz Küchwald                                                      | nach Chemnitz Küchwald                                                      |
|                                                                     |       |                                                                             |                                                                             |
| Abzweig geradeaus und nach rechts (Strecke außer Betrieb)           | 0,050 | Anst Sächsische Maschinenfabrik A.G., später Gleisgemeinschaft Borssenanger | Anst Sächsische Maschinenfabrik A.G., später Gleisgemeinschaft Borssenanger |
|                                                                     |       |                                                                             |                                                                             |
| Strecke mit Straßenbrücke (Strecke außer Betrieb)                   | 0,220 | SÜ Erzbergerstraße                                                          | SÜ Erzbergerstraße                                                          |
| Brücke über Wasserlauf (Strecke außer Betrieb)                      | 0,340 | DL Ratsbach                                                                 | DL Ratsbach                                                                 |
| Betriebs-/Güterbahnhof Streckenende (Strecke außer Betrieb)         | 0,755 | Chemnitz Beyerstraße (Ldst, später Awanst)                                  | 301 m                                                                       |
| Strecke nach links                                                  | 0,777 | Anst Glas- und Holzbau GmbH                                                 | Anst Glas- und Holzbau GmbH                                                 |
|                                                                     |       |                                                                             |                                                                             |
| Quellen:                                                            |       |                                                                             |                                                                             |

Die Bahnstrecke Küchwald–Obergrüna war eine nur dem Güterverkehr dienende Nebenbahn in Sachsen. Sie verlief vom Bahnhof Chemnitz Küchwald (bis 2018 Küchwald) nach Grüna und mündete dort in die heute nicht mehr bestehende Bahnstrecke Limbach–Wüstenbrand ein. 2004 wurde die Strecke stillgelegt.

## Geschichte

### Vorgeschichte und Planung

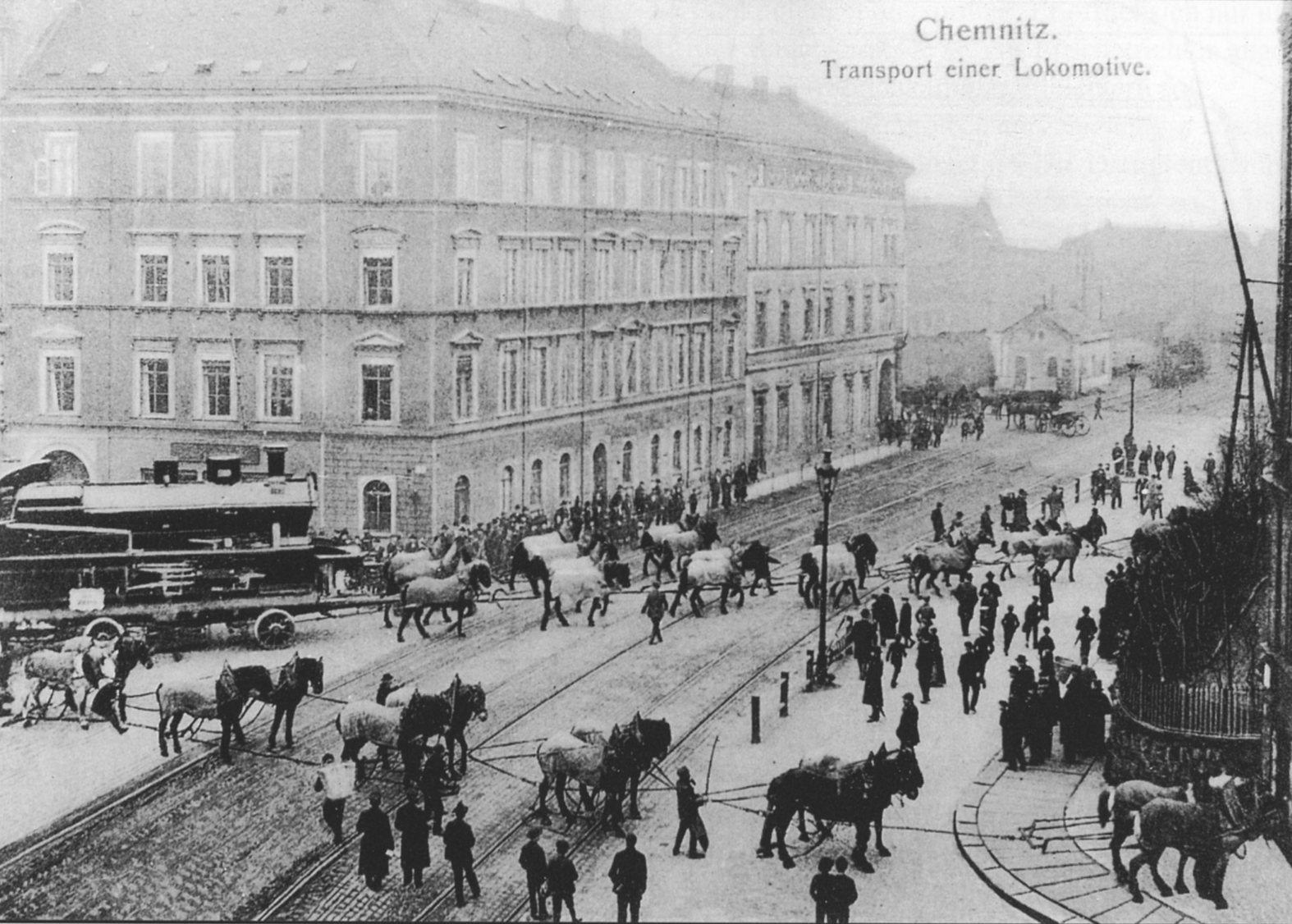
Lokomotivtransport per Pferdefuhrwerk zum Chemnitzer Bahnhof (1900)

Viele Chemnitzer Fabriken lagen seit ihrer Gründung im Norden der Stadt, weitab der bestehenden Bahnstrecken Dresden–Werdau und Neukieritzsch–Chemnitz. Selbst die dort gelegene Sächsische Maschinenfabrik besaß keinen eigenen Bahnanschluss, obwohl es sich bei dieser um eine Lokomotivfabrik handelte. Alle dort gefertigten Lokomotiven mussten mühselig mit Pferdefuhrwerken zum Chemnitzer Bahnhof gebracht werden.
1897/1898 beschloss der Sächsische Landtag eine Industriebahn, die an der Bahnstrecke Neukieritzsch–Chemnitz beginnen und dann in westlicher Richtung nach Obergrüna führen sollte. Dort war wegen des erwarteten Kohleverkehrs die Einmündung in die bestehende Bahnstrecke Limbach–Wüstenbrand vorgesehen.

### Betriebsjahre
Im Juli 1901 begannen die Bauarbeiten an der Strecke. Ausgangspunkt war der Bahnhof Küchwald, Trennungsbahnhof der Strecken nach Neukieritzsch und der 1902 eröffneten Chemnitztalbahn nach Wechselburg. Am 17. Dezember 1903 wurde die Industriebahn eröffnet.
Seit der Eröffnung wurden hin und wieder aus verschiedenen Gründen Züge von Chemnitz bis Wüstenbrand über die Industriebahn umgeleitet:
- Im Frühjahr 1945 fuhren infolge der kriegsbedingten Zerstörung des Bahnhofs Chemnitz-Süd fast alle Züge von Dresden nach Zwickau über die CO-Linie.
- Während der Elektrifizierung der Strecke Chemnitz–Zwickau im Jahr 1964 wurde erneut der komplette Zugverkehr über die Strecke Chemnitz–Obergrüna umgeleitet.

1951 wurde das Reststück der Bahnstrecke Limbach–Wüstenbrand zwischen Wüstenbrand und dem Abzweig Schützenhaus der Strecke Chemnitz–Obergrüna angegliedert. Im sächsischen Streckenschema wurde die Strecke fortan als CWd-Linie (Chemnitz–Wüstenbrand) geführt.
Nach der politischen Wende im Osten Deutschlands 1989 verlor die Strecke rasch ihre Bedeutung im Güterverkehr. So wurden in den 1990er Jahren nur noch einige Anschlussgleise von Küchwald aus bedient. Ab 1997 wurde die Strecke nochmals für knapp drei Jahre bis 27. Mai 2000 von den Kohle-, Kalk- und Gips-Ganzzügen für das Heizkraftwerk Chemnitz-Nord befahren. Seitdem ruht der Zugverkehr. Eine geplante und durch Verlegen von neuen Schienen in Rabenstein schon absehbare Sanierung wurde 2003 zurückgezogen. Ein Bauzug am 17. Dezember 2003 war die letzte Befahrung der Gesamtstrecke.
Am 29. Juni 2004 wurde die endgültige Streckenstilllegung vom Eisenbahn-Bundesamt genehmigt und am 30. September 2004 von der DB Netz AG vollzogen.
Mit der Verlängerung der Kalkstraße und dem Bau des Autobahnzubringers zur Bundesautobahn 72 über die Abfahrt Chemnitz-Rottluff wurde 2008 der bis dahin noch intakte Gleiskörper direkt nach der EÜ Weideweg in Richtung Wüstenbrand unterbrochen. In den Jahren von 2004 bis 2006 wurde hingegen das Überführungsbauwerk der Autobahn selbst am Streckenkilometer 7,575 noch neu errichtet.
Im Oktober 2006 wurde die Anbindung der Strecke im Bahnhof Küchwald rückgebaut. Im September 2014 wurde auch die Abzweigweiche in Wüstenbrand abgebaut und sämtliche Signaltechnik entfernt. 

### Nachnutzung alsPremiumradweg Wüstenbrand-Chemnitz
Zur Verbesserung der Radverkehrsinfrastruktur erwarb die Stadt Chemnitz die Trasse im Oktober 2018 für rund 80.000 Euro von der Deutsche Bahn AG. Als erste Baumaßnahme erfolgte zwischen November 2019 und 28. Januar 2020 der Gleisrückbau im Abschnitt Kalkstraße (km 6,8) – Chemnitz-Borna (km 1,5), es wurden die Schienen und Holzschwellen abgebaut. Betonschwellen wurden vor Ort zerkleinert. Ab dem 6. Februar 2020 lief der Gleisrückbau zwischen Kalkstraße (km 6,9) und Grüna (Sachs) ob. Bf. (km 12,8). Zum Einsatz kam ein Zweiwegebagger (ATLAS 1604ZW) mit zweiachsigem Anhänger. Der Baubeginn für den ersten Bauabschnitt des Radwegs wurde für 2021 geplant. Dies betrifft das Streckenstück zwischen Weideweg (km 6,7) und Rudolf-Krahl-Straße (km 5,3). Im Sommer 2023 konnten weitere Bauabschnitte der Nutzung übergeben und im Herbst 2024 mit dem Einbau einer rund 185 Meter langen Brücke (Stahlkonstruktion mit Carbonbeton-Fahrbahn) über die Kalkstraße eine weitere Lücke geschlossen werden.

## Streckenbeschreibung

### Verlauf
Beginnend am Bahnhof Küchwald verlief die Bahnstrecke in einem Bogen von Nordwesten nach Westen, wo die Bahnstrecke Neukieritzsch–Chemnitz über eine Brücke gekreuzt wurde. Direkt hinter der „Wittgensdorfer Straße“ wurde Chemnitz-Borna Ldst erreicht. Anschließend verlief die Bahnstrecke gen Südwesten, wo die „Leipziger Straße“ (B95) unterquert wurde. Es folgte das Anschlussgleis zum Klinikum Küchwald, durch dessen Gelände die Bahnstrecke führte. Nun setzte sich die Strecke zunächst in Richtung Süden fort, nach dem Passieren der „Altendorfer Straße“ und der „Paul-Jäkel-Straße“ in Richtung Südwesten. Im nun folgenden Gbf Chemnitz-Altendorf waren mit einem ca. 800 Meter langen Stichgleis die Sächsische Maschinenfabrik und die Ldst Chemnitz Beyerstraße angeschlossen. Entlang des Pleißenbachs führten die Gleise nun gen Westen, wo zwischen der „Rottluffer Straße“ und der „Kalkstraße“ die Ldst Chemnitz-Rottluff lag. Das Areal wird heute durch eine Lärmschutzwand getrennt. Kurz hinter der Ladestelle waren hier die Gleise jahrelang durch den neu gebauten Zubringer zur nebenan liegenden A72-Auffahrt „Chemnitz-Rottluff“ hinter der Eisenbahnüberführung „Weideweg“ (km 6,85) unterbrochen. Nun verlief die Strecke gen Südwesten, wo die A72 unterquert wurde. Nach dem Passieren der „Oberfrohnaer Straße“ wurde die Ldst Niederrabenstein erreicht. Danach verlief die Bahnstrecke nach Westen, wobei die „Riedstraße“ und die „Weigandstraße“ über Brücken gequert wurden. Der Abzweig Schützenhaus im Rabensteiner Wald bildete den ursprünglichen Endpunkt der Strecke. Nach der Stilllegung der Bahnstrecke Limbach–Wüstenbrand im Jahr 1950/52 wurde das verbliebene Reststück Abzweig Schützenhaus–Grüna (Sachs) ob Bf–Wüstenbrand der Bahnstrecke Küchwald–Obergrüna angegliedert. Im Bahnhof Wüstenbrand mündete die Bahnstrecke in die Bahnstrecke Dresden–Werdau ein.

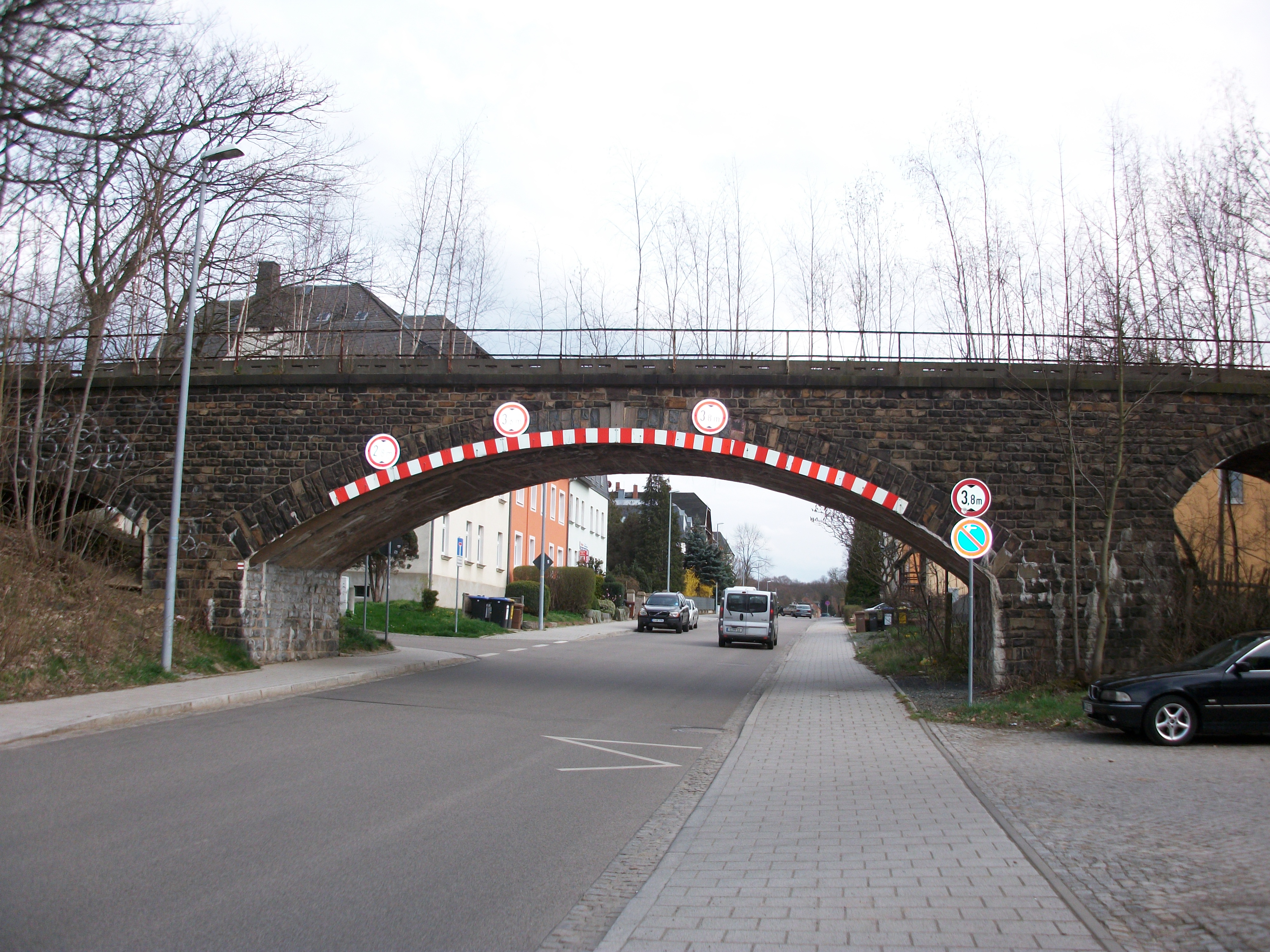
Chemnitz-Borna, EÜ Wittgensdorfer Straße  (2016)
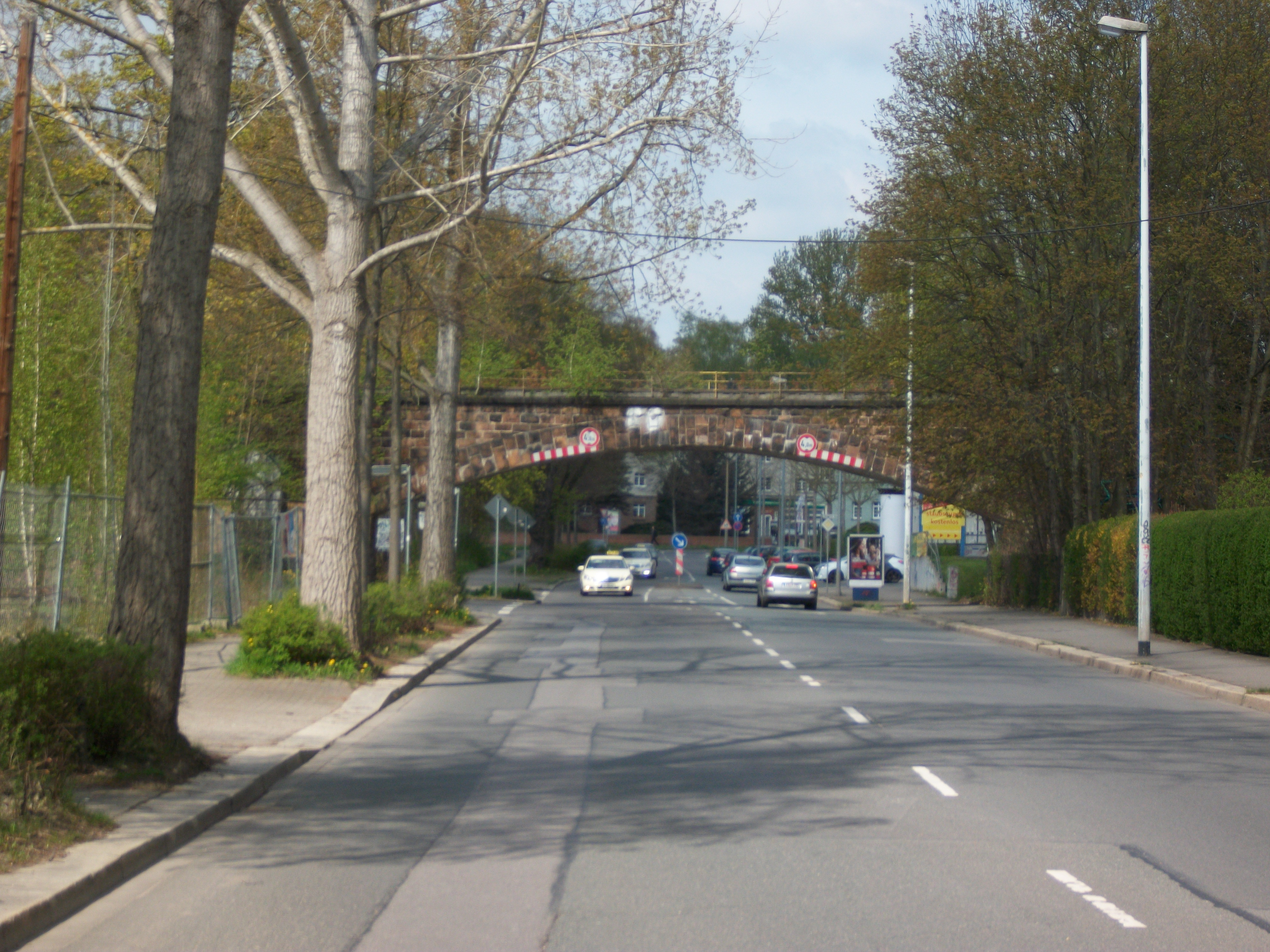
Chemnitz-Altendorf, EÜ Paul-Jäkel-Straße (2016)
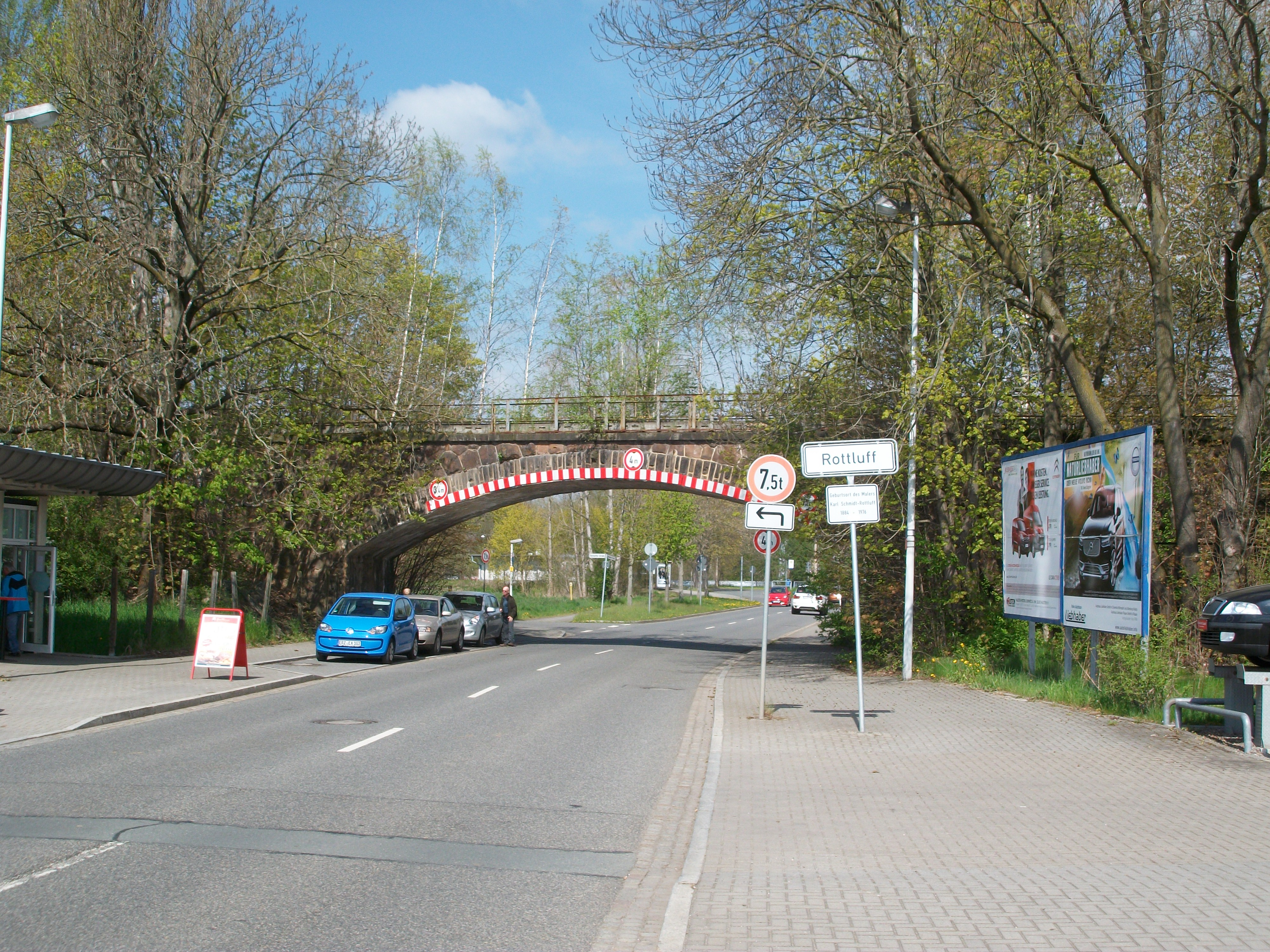
Chemnitz-Rottluff, EÜ Limbacher Straße (2016)
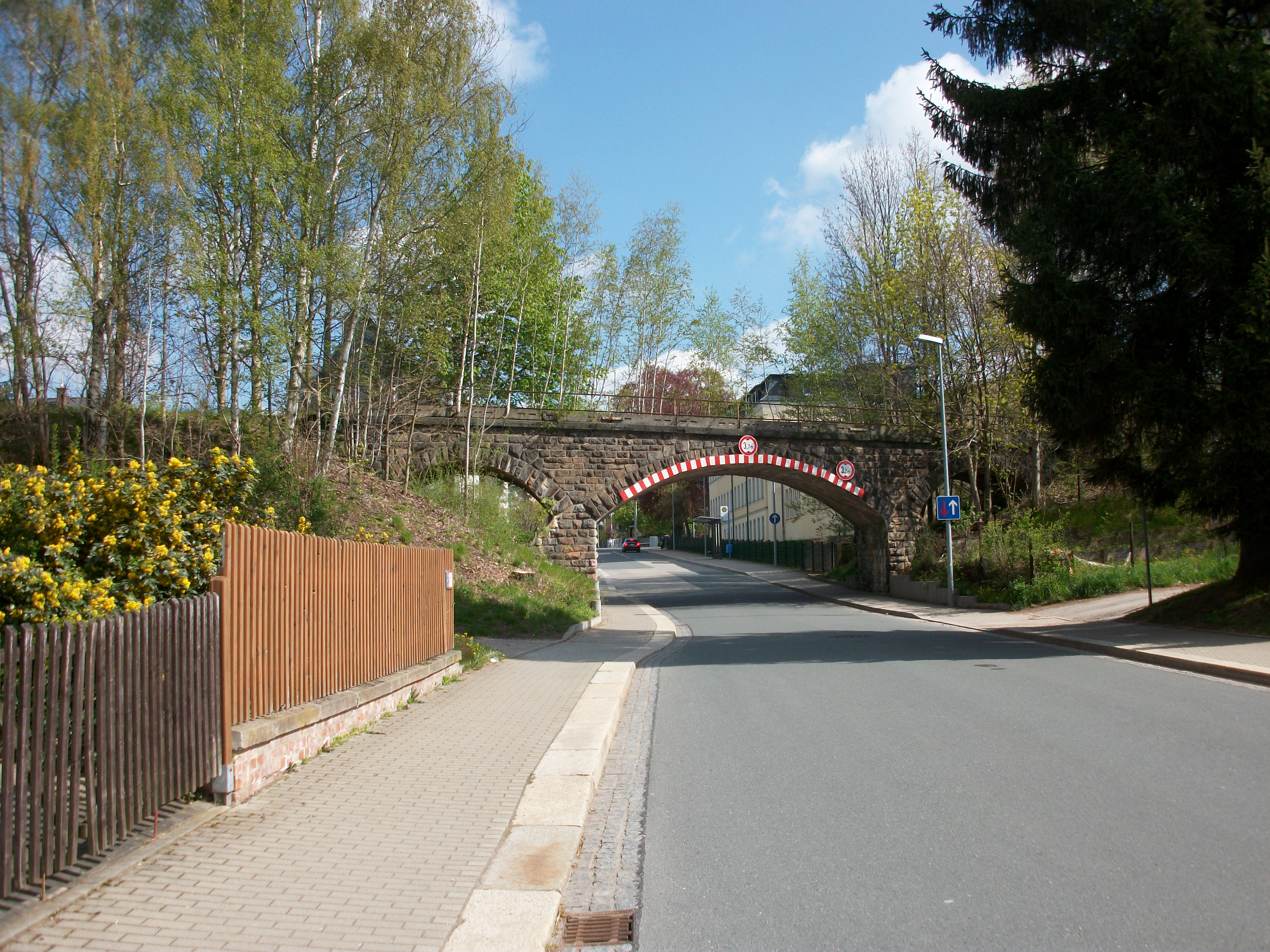
Chemnitz-Rabenstein, EÜ Riedstraße (2016)
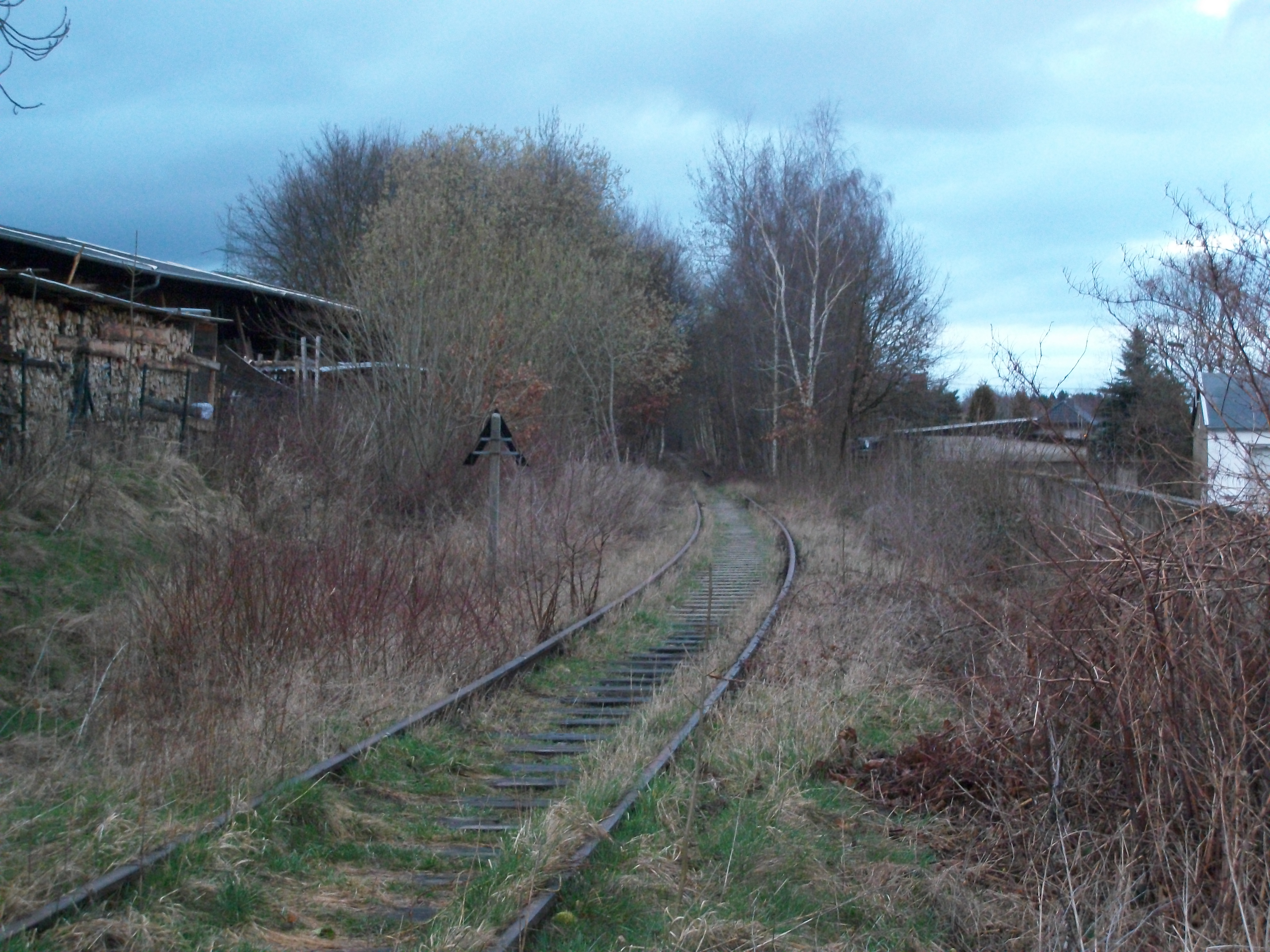
Bahnstrecke nach Rabenstein in Obergrüna (2016)

### Betriebsstellen
Küchwald ⊙

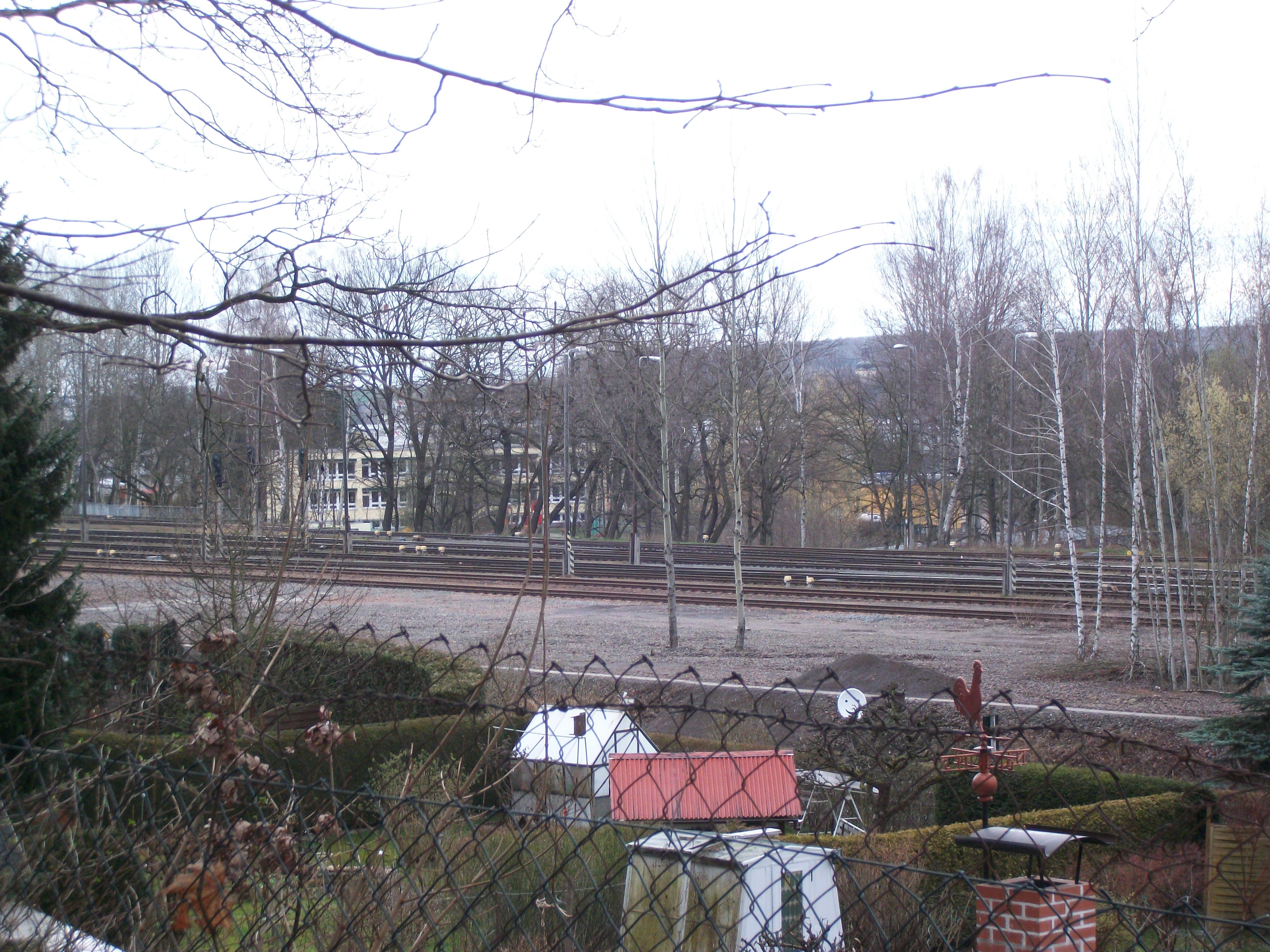
Bahnhof Küchwald

In den 1880er Jahren waren die vorhandenen Bahnstationen in Chemnitz für den stark angewachsenen Güterverkehr nicht mehr ausreichend. Neben einem dringend notwendigen Eisenbahnanschluss der zahlreichen Industriebetriebe im Norden der Stadt fehlte auch ein leistungsfähiger Rangierbahnhof. Erst plante man einen Rangierbahnhof ungefähr auf dem Gelände des heutigen Bahnhofs Küchwald. Zwar stand dort ausreichend Bauland zur Verfügung, allerdings hätte der Bahnhof abseits der Hauptverkehrsrichtung Dresden–Zwickau–Reichenbach gelegen. Als neuer Standort wurde deshalb das ansteigende Areal südlich des Werkstättenbahnhofs gewählt. Die Bahnstrecke Kieritzsch–Chemnitz erhielt ebenso wie die Bahnstrecke Riesa–Chemnitz eine direkte Verbindungsstrecke zum neu zu bauenden Bahnhof Hilbersdorf. An der Ausmündung dieser Verbindungsstrecke wurde Küchwald Zweigstelle eingerichtet, 1902 wurde der Bahnhof zusammen mit dem Rangierbahnhof und der Verbindungsbahn eröffnet. Bald wurde der Bahnhof erweitert, da seit 1903 auch die Industriebahn Küchwald–Obergrüna ihren Ausgangspunkt hier hatte und sich in der Umgebung weitere Fabriken ansiedelten. Teilweise übernahm Küchwald auch Zugbildungsaufgaben.
2004 wurde die Strecke nach Obergrüna stillgelegt, im Oktober 2006 wurde die Anbindung der Strecke im Bahnhof Küchwald zurückgebaut.
Chemnitz-Borna Ldst ⊙

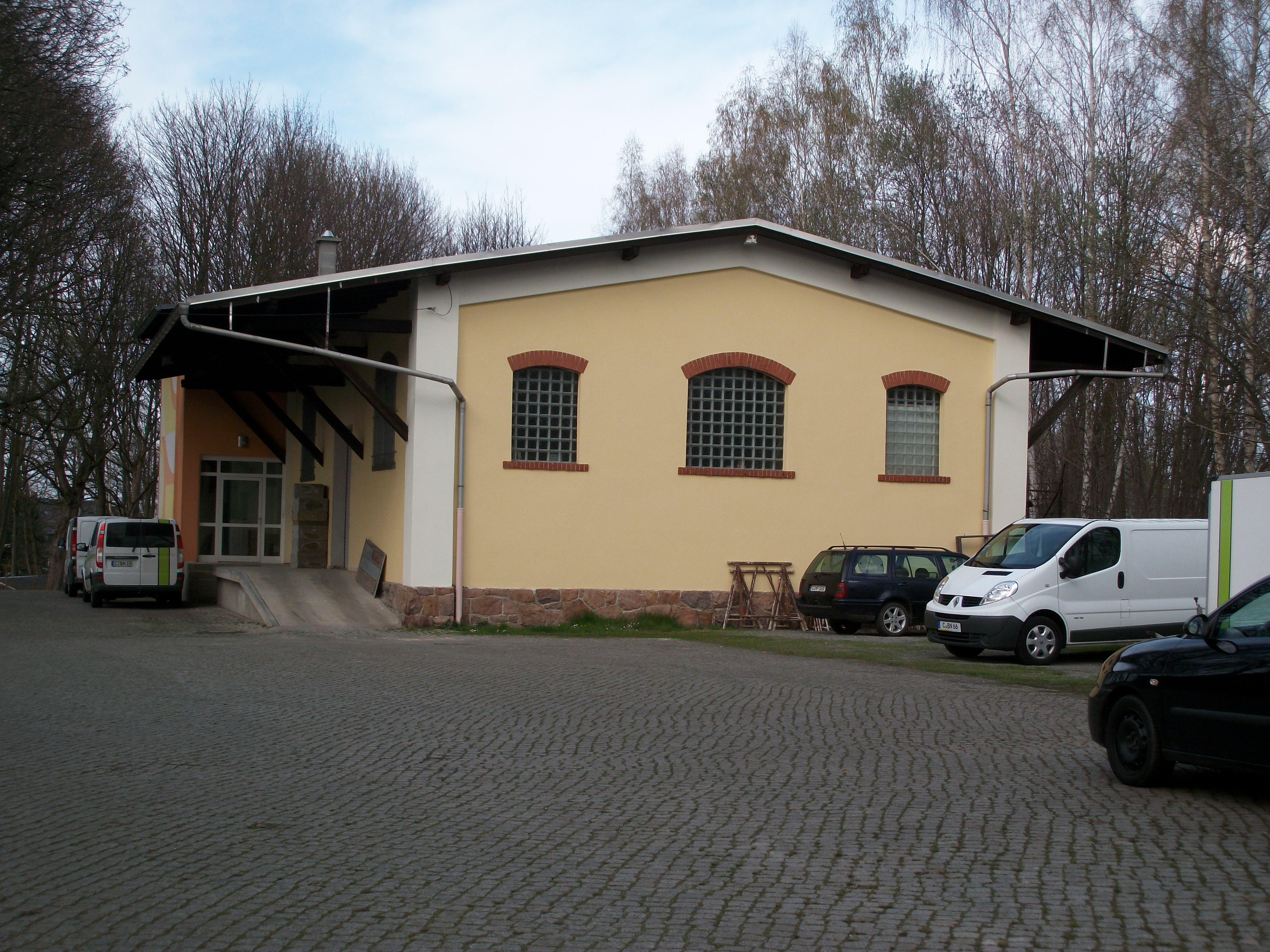
Chemnitz-Borna, Ladestelle (2016)

Die Station Chemnitz-Borna Ldst wurde am 17. Dezember 1903 mit Eröffnung der Industriebahn Küchwald–Obergrüna in Betrieb genommen. Sie trug während ihrer Betriebszeit unterschiedliche Namen, im Einzelnen waren dies:
- bis 30. Juni 1911: Borna bei Chemnitz Ladestelle
- bis 25. Juli 1913: Borna b Chemnitz Ldst
- bis 9. Mai 1953: Chemnitz-Borna Ldst
- bis 197?: Karl-Marx-Stadt-Borna Ldst
- bis 29. Mai 1990: Anst Karl-Marx-Stadt-Borna
- seit 1. Juni 1990: Anst Chemnitz-Borna[9]

In den frühen 1970er Jahren wurde die Betriebsstelle aufgelassen und in eine Anschlussstelle umgewandelt. Dabei erfolgte eine Änderung des Gleisplans. Die Bahnmeisterei nutzte die Nebengleise noch bis 1993 zum Abstellen von Bauwagen. 1997 wurde die Anschlussweiche ausgebaut. An dem Standort an der Straße „Abendleite“ in Chemnitz-Borna ist der Güterboden noch erhalten und genutzt. Die Straßenzufahrt erfolgt über die „Wittgensdorfer Straße“.
Chemnitz-Altendorf ⊙
Der Güterbahnhof Chemnitz-Altendorf war Betriebsmittelpunkt und wurde am 17. Dezember 1903 mit Eröffnung der Industriebahn Küchwald–Obergrüna in Betrieb genommen. Er trug folgende Namen:
- bis 30. Juni 1911: Chemnitz-Altendorf Güterbf
- bis 9. Mai 1953: Chemnitz-Altendorf
- bis 29. Mai 1990: Karl-Marx-Stadt-Altendorf
- seit 1. Juni 1990: Chemnitz-Altendorf

Zwischen 1903 und 2001 zweigte vom Güterbahnhof Chemnitz-Altendorf ein Stichgleis zur Güterstation Ldst Chemnitz Beyerstraße ab. Der Güterbahnhof wurde im Dezember 1992 in zwei (Ausweich-)Anschlussstellen (Chemnitz-Altendorf Nord und Süd) umgewandelt. Diese wurden 2000/01 letztmals bedient. Die Bahnanlagen liegen nördlich des Pleißenbachs und sind über die „Limbacher Straße“ und die Straße „Am Stadtgut“ bzw. über den „Gutsweg“ erreichbar. Im Jahr 2015 wurde ein Bebauungsplan für das Areal vorgestellt, der neben der Nutzung zum Wohnen und für Gewerbe u. a. auch den Pleißenbach und einen Teil der Gleise als „Gleispark“ mit einbezieht. Im Dezember 2019/Januar 2020 sind die umfangreichen, teils stark zugewachsenen Gleise großteils abgebaut worden. Einzelne Gleise nahe der Ladestraße blieben für den Gleispark unangetastet.

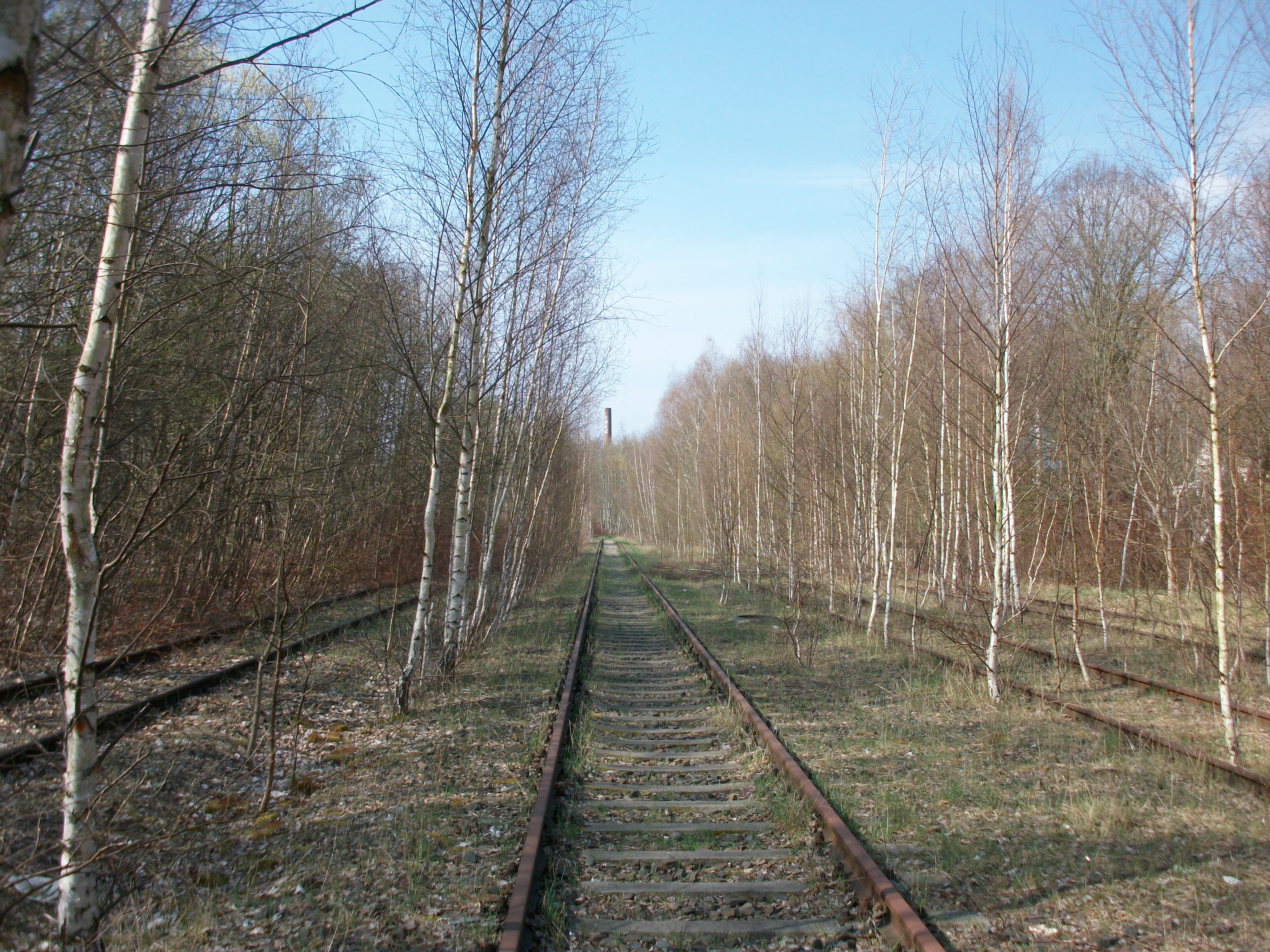
Gbf Chemnitz-Altendorf (2016)
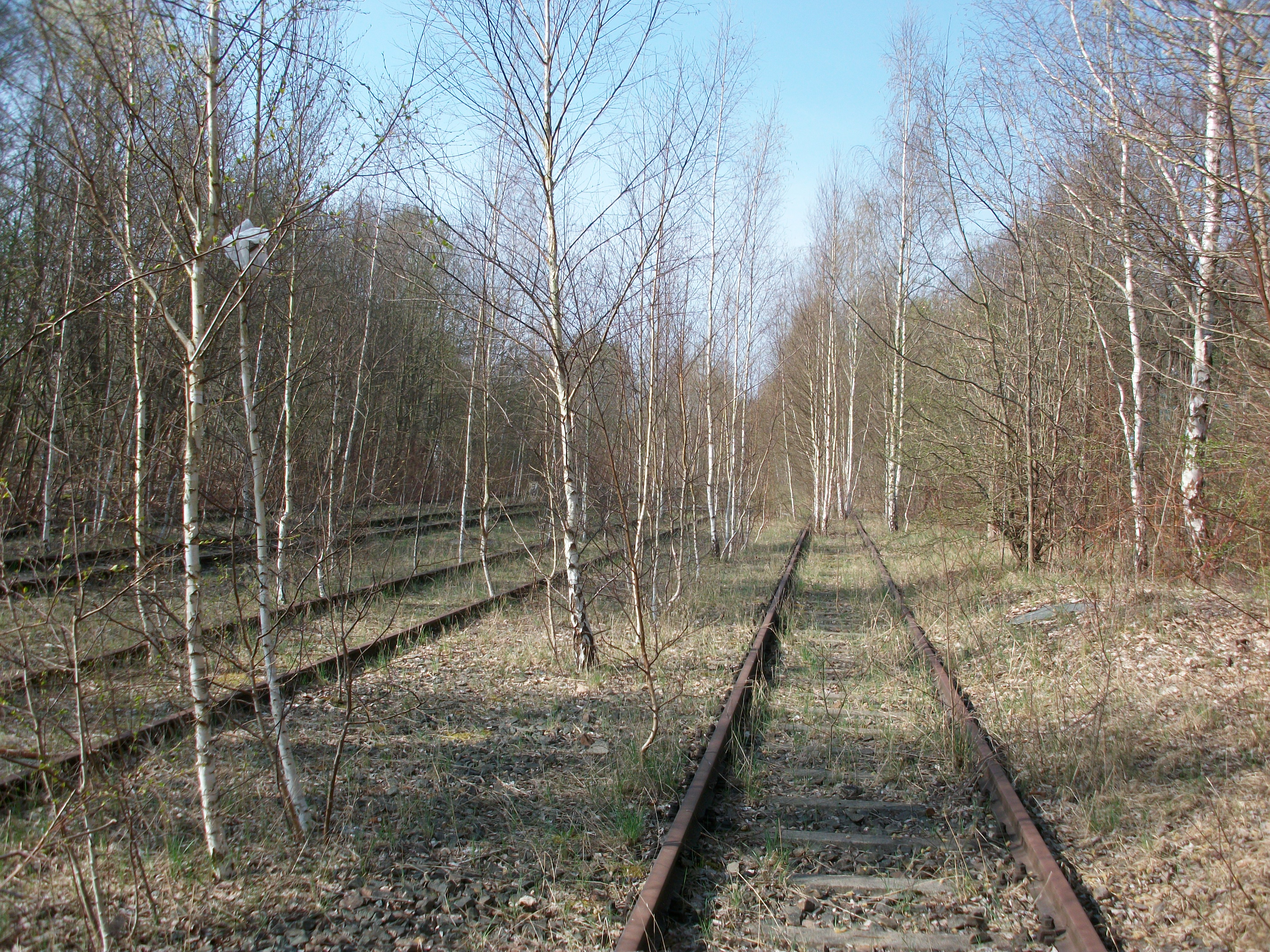
Gbf Chemnitz-Altendorf (2016)
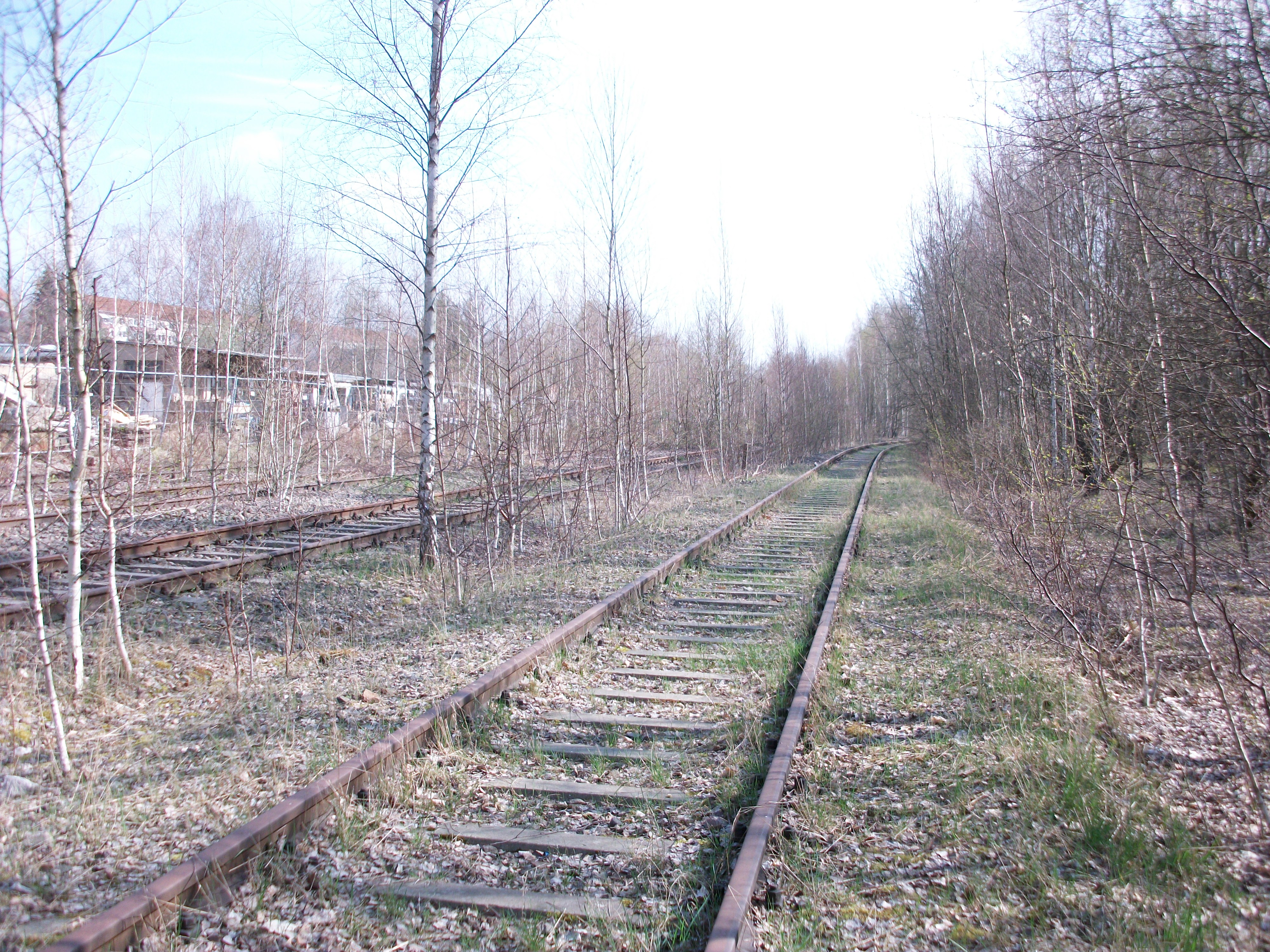
Gleisanlage im Gbf Chemnitz-Altendorf (2016)

Chemnitz Beyerstraße ⊙

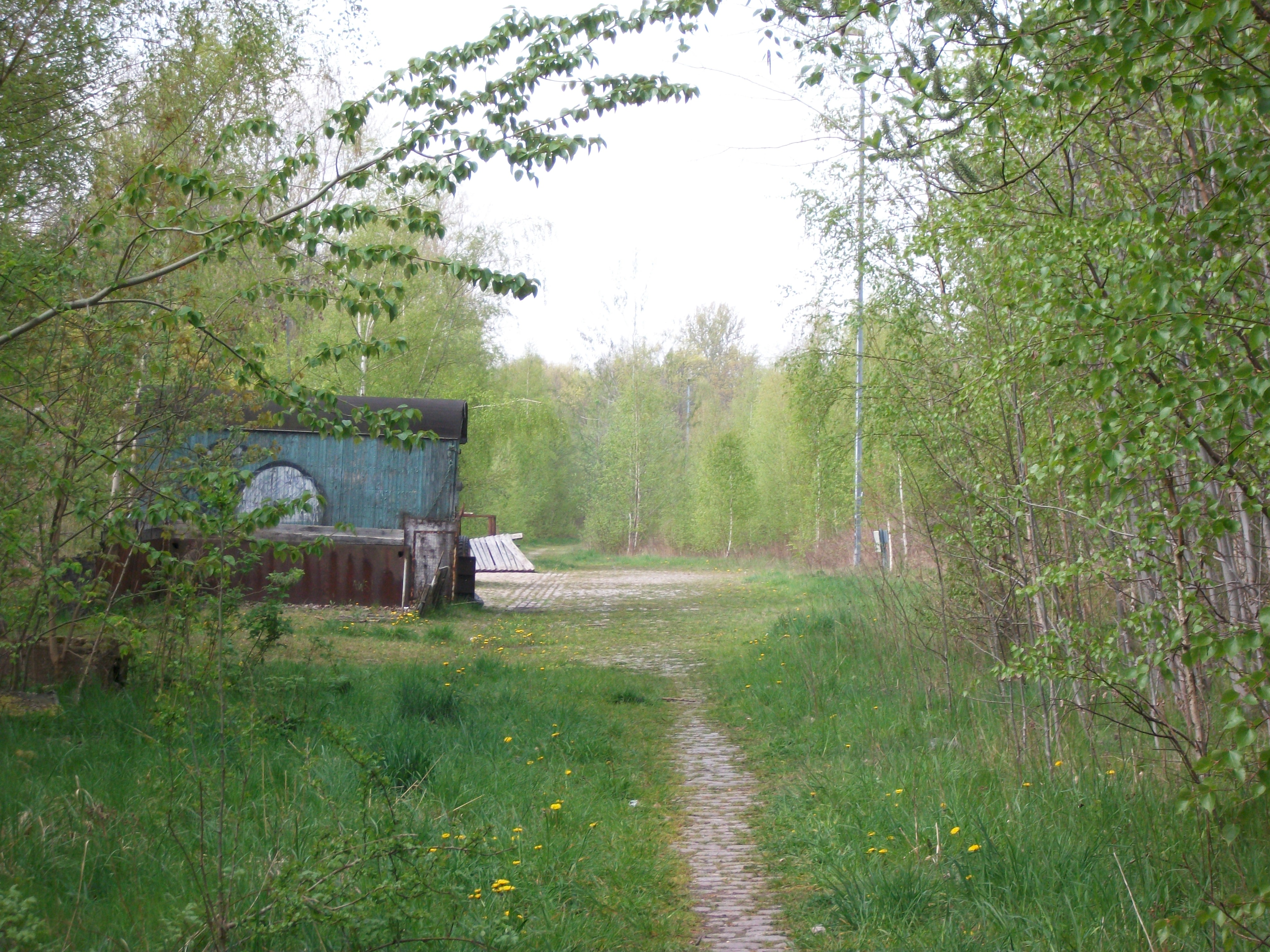
Standort der ehem. Ldst Chemnitz Beyerstraße (2016)

Die Ladestelle Beyerstraße wurde am 17. Dezember 1903 mit Eröffnung der Industriebahn Küchwald–Obergrüna in Betrieb genommen. Sie trug folgende Namen:
- bis 30. Juni 1911: Beyerstraße Ladestelle
- seit 1. Juli 1911: Chemnitz Beyerstraße
- seit 17. Dezember 1992: Awanst Chemnitz-Altendorf Süd

Am 1. Juli 1937 verlor die Ladestelle ihren Status als eigenständige Verkehrsstelle und wurde dem Bahnhof Chemnitz-Altendorf zugeordnet. Das 800 Meter lange Stichgleis zweigte im Güterbahnhof Chemnitz-Altendorf in Höhe Stellwerk 1 nach Osten parallel zum, dafür verlegten, Pleißenbach ab. Einst waren u. a. ein Kleinlokschuppen, ein Portalkran und ein Stellwerk (Stw 3) vorhanden. Seit Dezember 1992 waren die Anlagen Bestandteil der Ausweichanschlussstelle Chemnitz-Altendorf Süd. Am Standort, der sich entlang der „Paul-Jäkel-Straße“ vor der „Beyerstraße“ befindet, sind seit Oktober 2001 keine Hochbauten und Gleisanlagen mehr vorhanden.
Chemnitz-Rottluff ⊙
Die Ladestelle Chemnitz-Rottluff wurde am 17. Dezember 1903 mit Eröffnung der Industriebahn Küchwald–Obergrüna in Betrieb genommen. Sie trug folgende Namen:
- bis 30. Juni 1911: Rottluff Ladestelle
- bis 31. Dezember 1926: Rottluff
- bis 9. Mai 1953: Chemnitz-Rottluff
- bis 29. Mai 1990: Karl-Marx-Stadt-Rottluff
- seit 1. Juni 1990: Chemnitz-Rottluff

Die Ladestelle ging am 1. Januar 1998 außer Betrieb. Sie befand sich zwischen „Kalkstraße“ und „Rottluffer Straße“. Im Zuge des Baus der Zubringerstraße zur neuen A 72-Auffahrt „Chemnitz-Rottluff“ wurde ein Teil des Geländes in Anspruch genommen. Dadurch wurde auch die Bahnstrecke unterbrochen und das Gelände durch eine Lärmschutzwand geteilt.

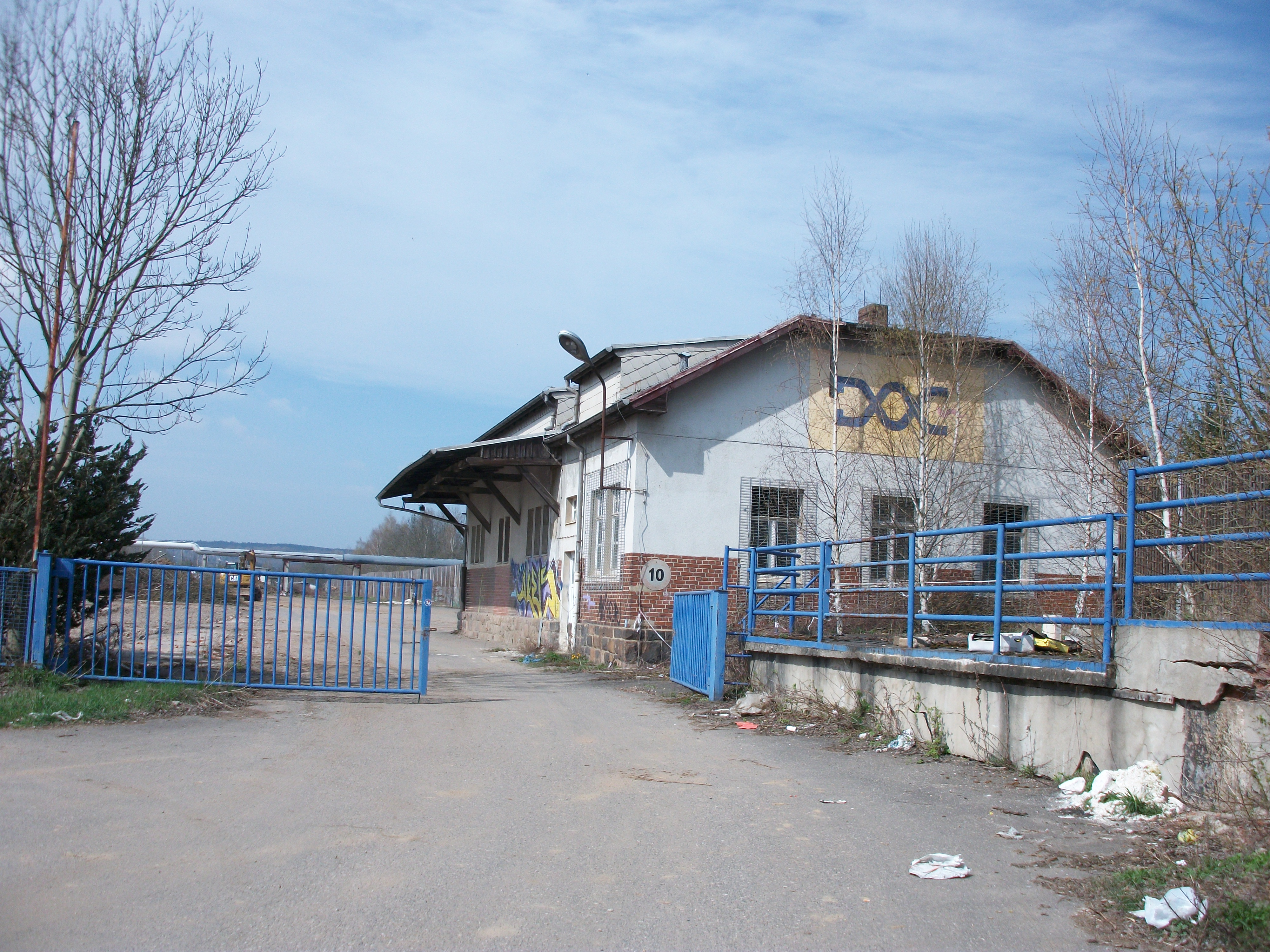
Ladestelle Chemnitz-Rottluff (2016)
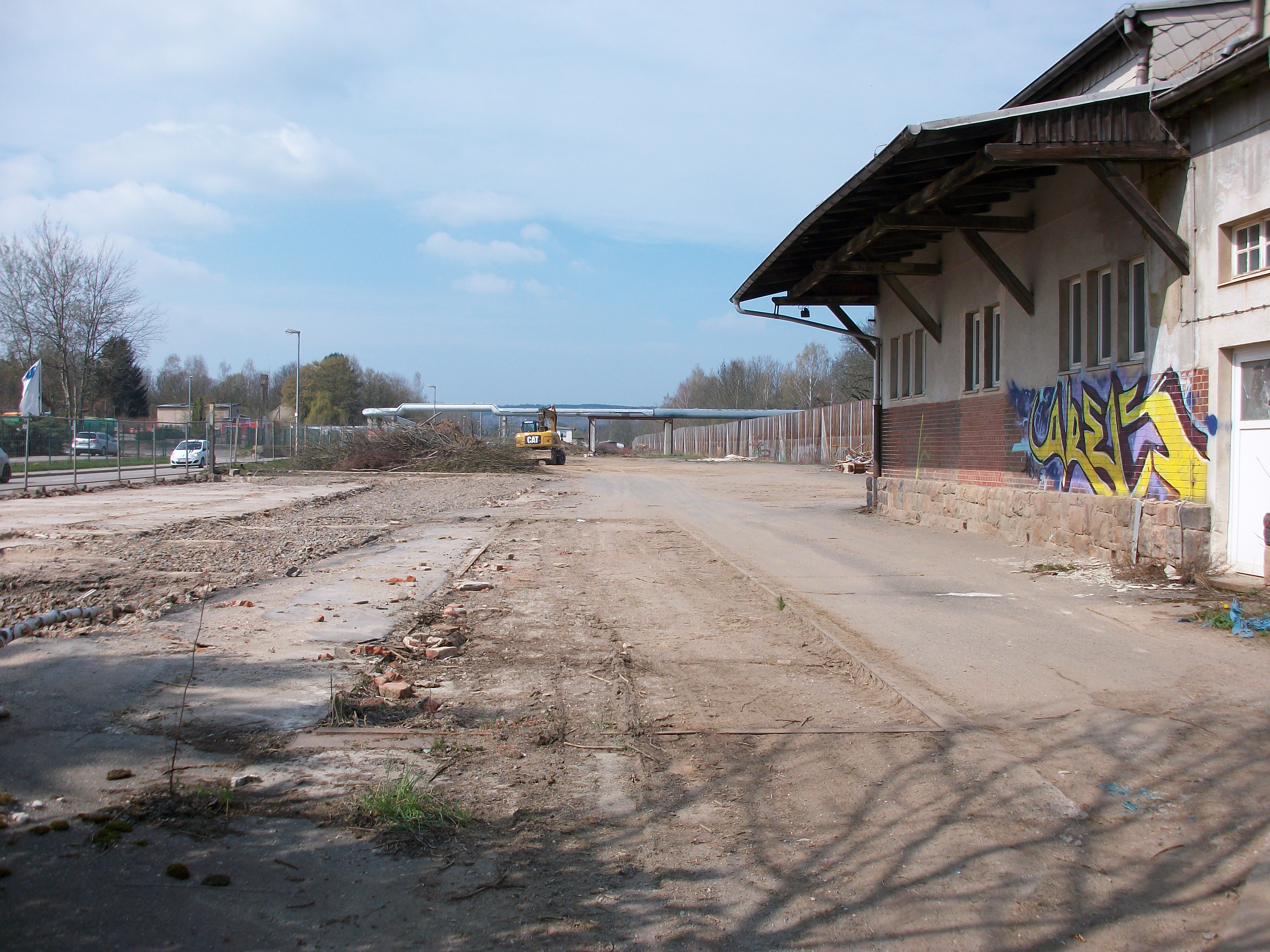
Ladestelle Chemnitz-Rottluff, Teil Kalkstraße (2016)
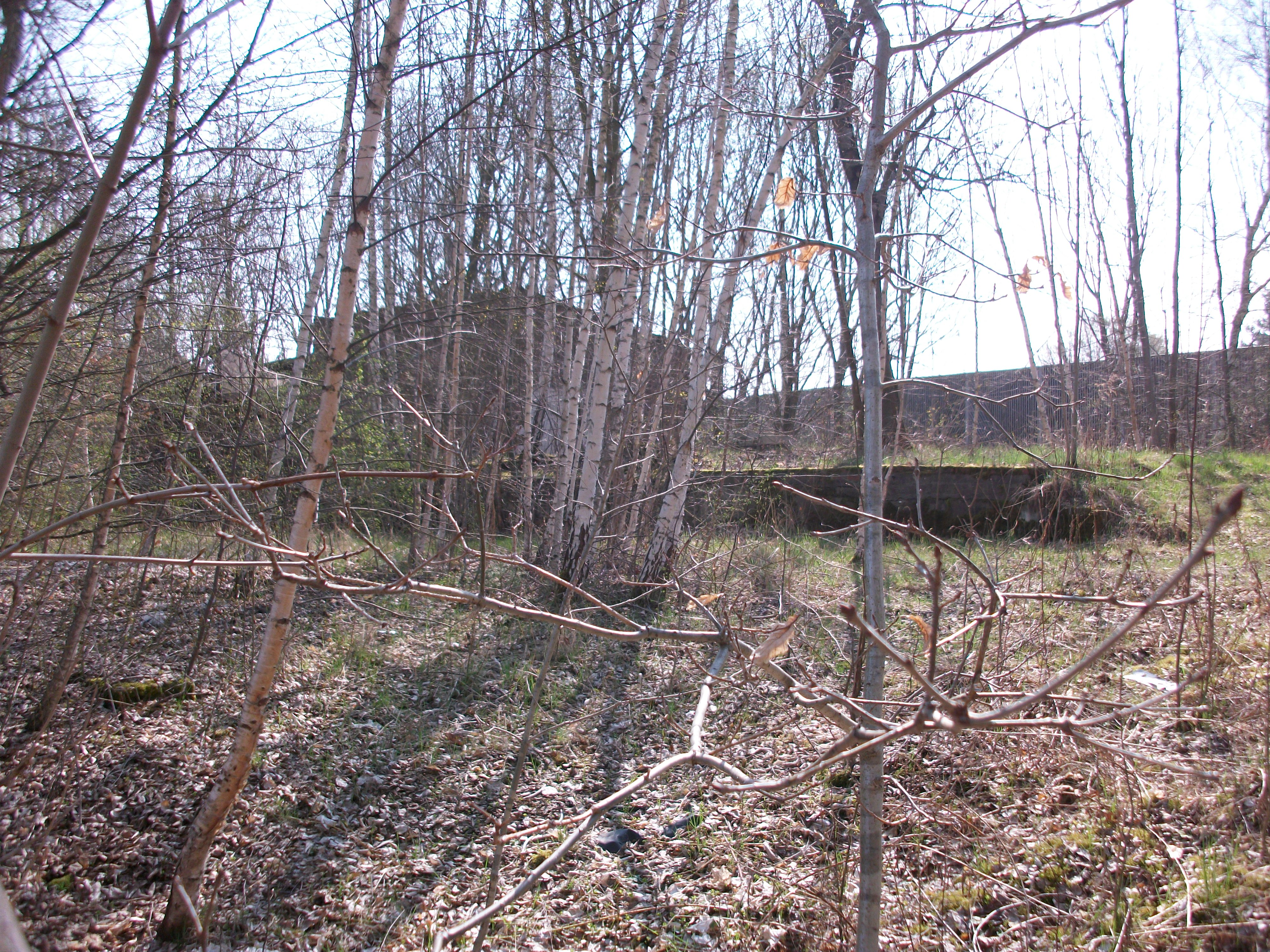
Ladestelle Chemnitz-Rottluff, Teil Rottluffer Straße (2016)

Niederrabenstein ⊙
Die Ladestelle Niederrabenstein wurde am 17. Dezember 1903 mit Eröffnung der Industriebahn Küchwald–Obergrüna in Betrieb genommen. Sie trug folgende Namen:
- bis 30. Juni 1911: Niederrabenstein Ladestelle
- seit 1. Juli 1911: Niederrabenstein

Die Ladestelle befand sich an der „Oberfrohnaer Straße“ in Niederrabenstein. Gegenüber befindet sich heute das „Rabenstein-Center“. Die Ladestelle wurde bis 1952 für öffentlichen Frachtverkehr genutzt und diente bis in die 1990er Jahre noch diversen Betrieben als Güterverladung. Sie bestand aus einem Ladegleis mit einer Länge von ca. 300 m, drei Weichen und einem Stumpfgleis. An der Ladestelle befand sich noch bis 2005 der massive Güterschuppen aus dem Jahr 1930. Daneben stand der alte Güterschuppen, der ungefähr ab 1966 zur Firma „Holz Friedrich“ gehörte. Die Holzlagerhalle der Fa. Holz Friedrich befand sich noch bis zum Jahr 2002 am Ende des Stumpfgleises. Der neue Eigentümer „Holz Weidauer“ ließ diese durch eine neue Lagerhalle ersetzen. Das Anschlussgleis wurde zurückgebaut. Nach der eigentlichen Ladestelle folgte die um 1952 erbaute „Bäuerliche Handelsgenossenschaft (BHG)“, danach hatten die „VEB Kohlehandel Karl-Marx-Stadt“ und „VEB Elite Diamant“ ihre Kohleplätze. Das Areal wurde 2016 zur Erweiterung des Rabenstein-Centers überbaut.
Zwischen 1897 und 1950 hatte Rabenstein einen Personenbahnhof an der Bahnstrecke Limbach–Wüstenbrand. Dieser befand sich in Oberrabenstein westlich des Rabensteiner Viadukts.

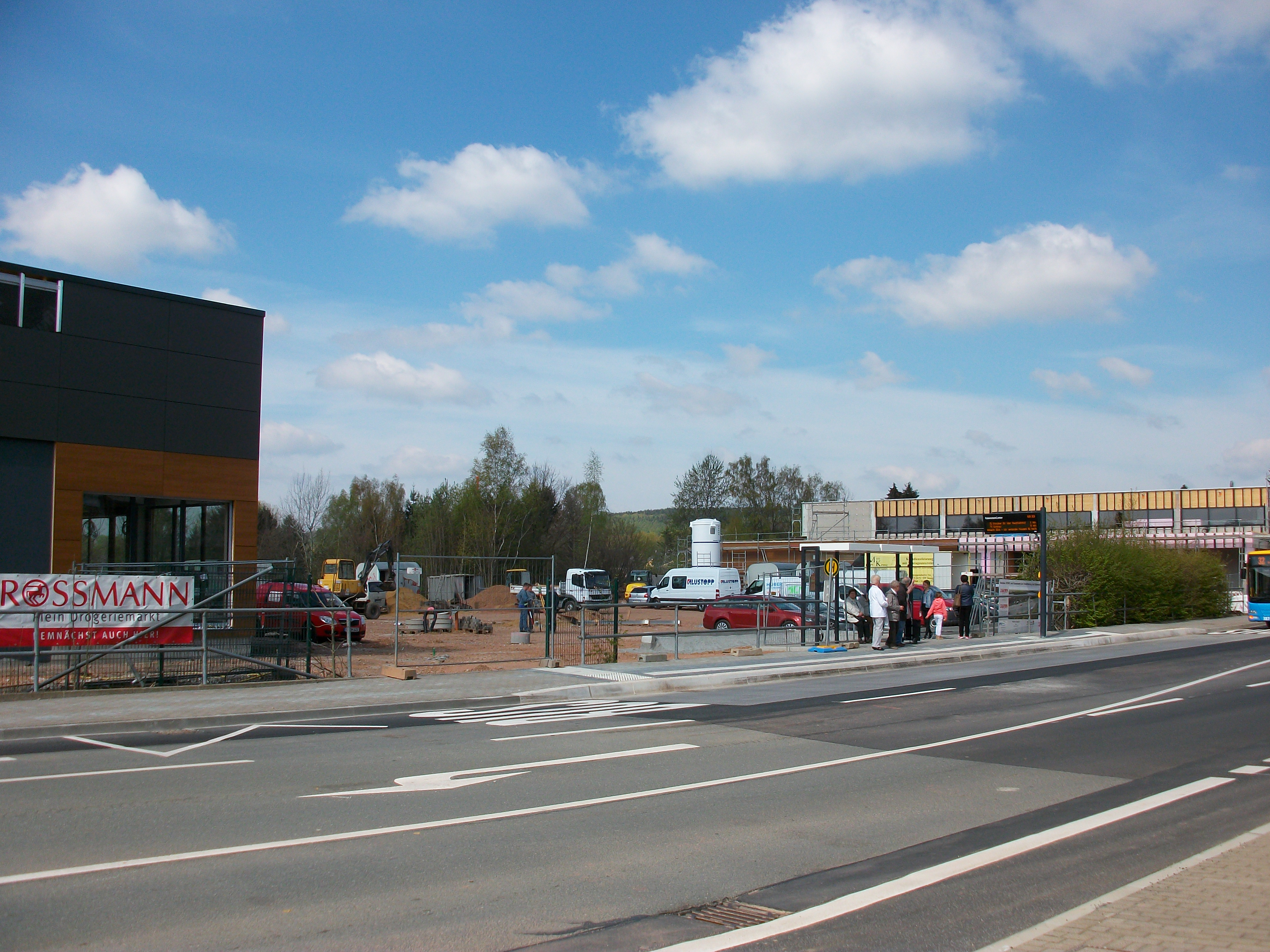
Standort ehem. Ldst Niederrabenstein (2016)
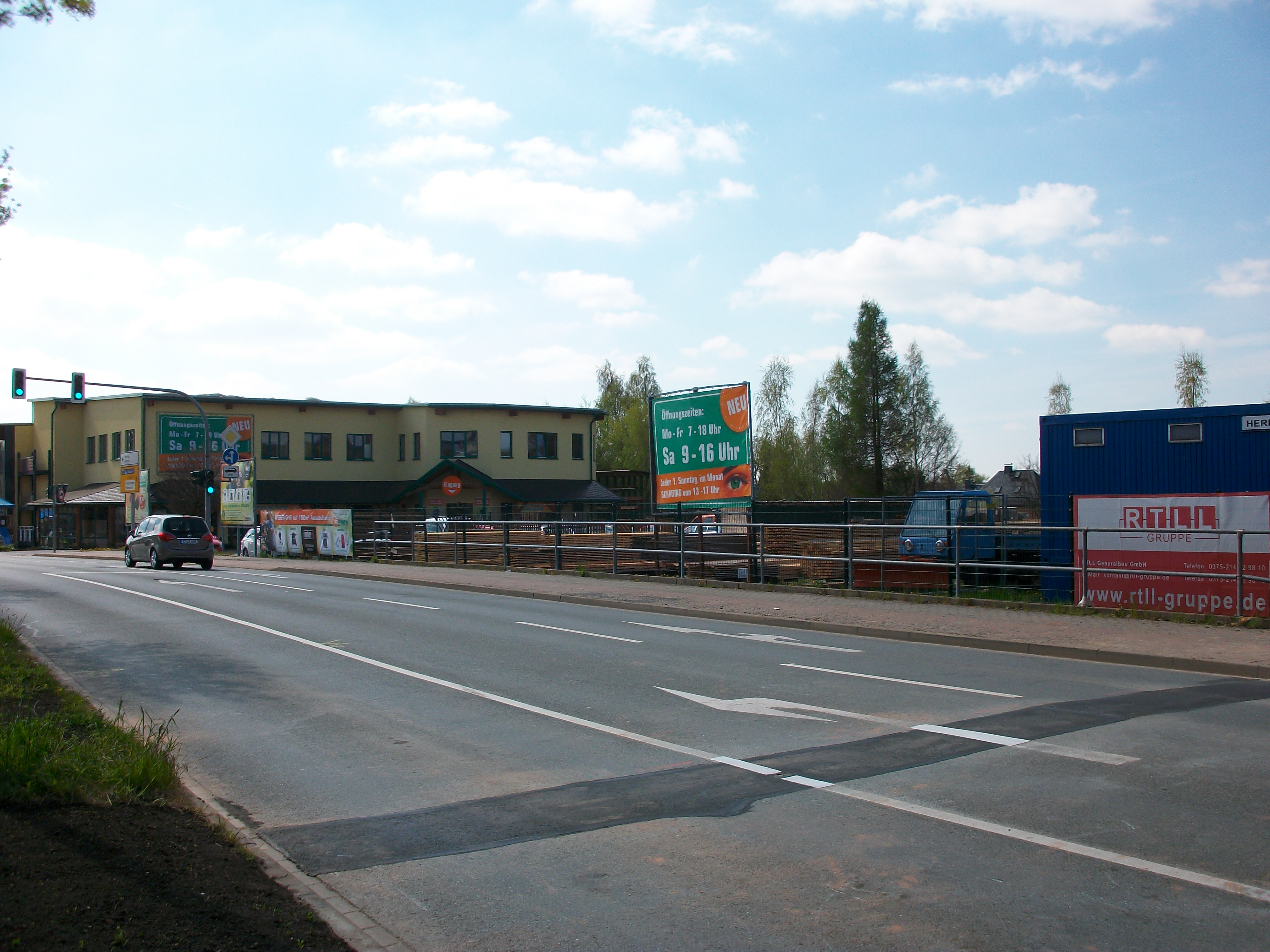
Standort ehem. Ldst Niederrabenstein (2016)
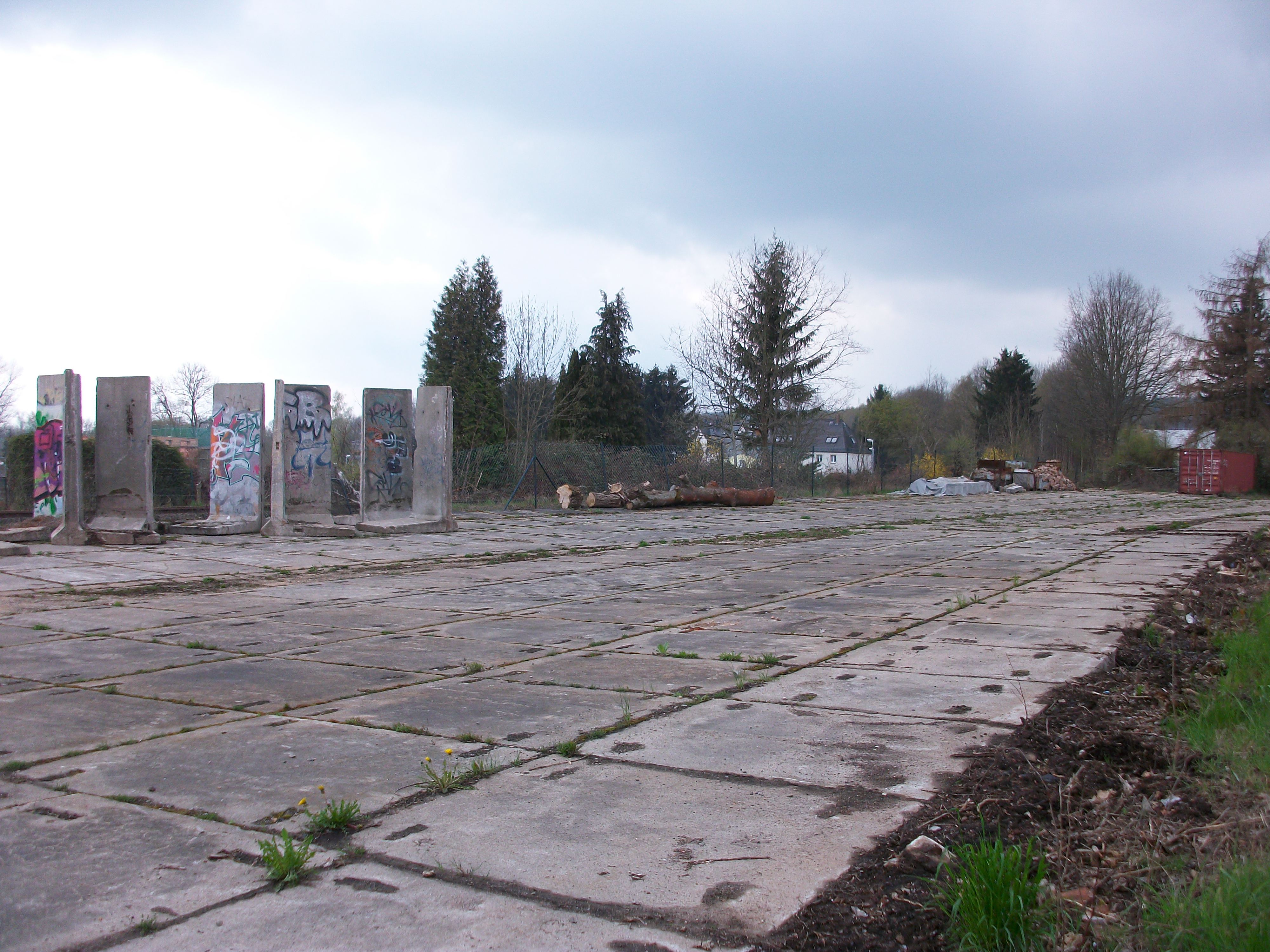
Standort ehem. Ldst Niederrabenstein, Kohleplatz (2016)

Grüna (Sachs) ob Bf ⊙

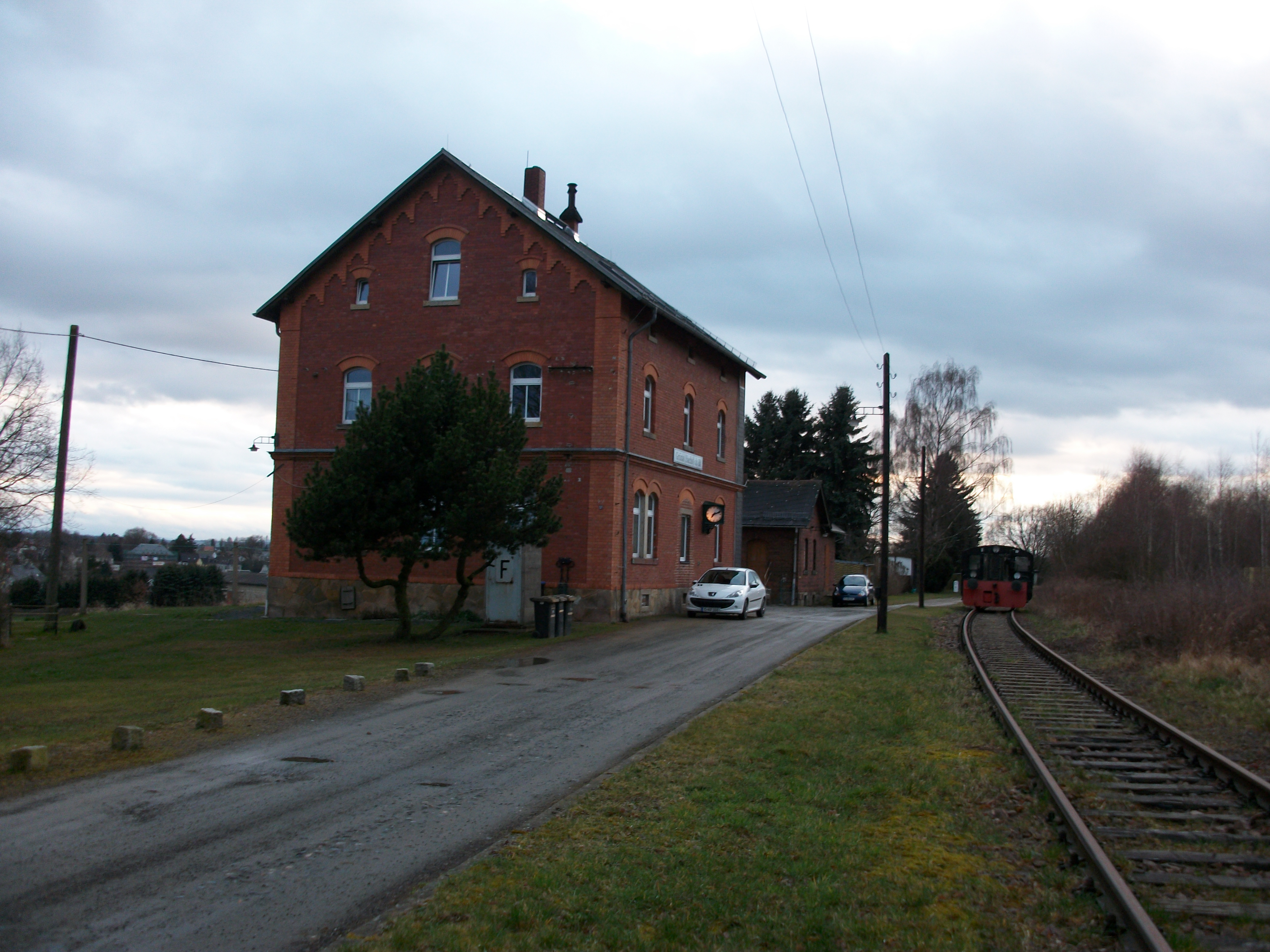
Bahnhof Obergrüna (2016)

Grüna (Sachs) ob Bf wurde am 1. Dezember 1897 als Haltestelle Obergrüna an der Bahnstrecke Limbach–Wüstenbrand eröffnet. 1905 erfolgte die Hochstufung zum Bahnhof. Er trug folgende Namen:
- bis 1910: Obergrüna
- bis 1911: Grüna (Sachsen) ob Bf
- bis 1933: Grüna (Sa) ob Bf
- seit 1933: Grüna (Sachs) ob Bf

Nach dem 1858 an der Bahnstrecke Dresden–Werdau errichteten Haltepunkt Grüna (Sachs) war Grüna (Sachs) ob Bf die zweite Station von Grüna. Seit 1903 mündete nahe beim Bahnhof Obergrüna am Abzweig Schützenhaus die Bahnstrecke Küchwald–Obergrüna ein.
Nachdem auf der Bahnstrecke Limbach–Wüstenbrand wegen der geringen Verkehrsbedeutung am 31. Dezember 1950 der durchgehende Betrieb eingestellt wurde, blieb aus Richtung Wüstenbrand die Strecke zunächst bis Kilometer 6,565 (hinter dem Bahnhof Rabenstein) bestehen. Nachdem 1952 der Abschnitt Abzweig Schützenhaus – Kilometer 6,565 stillgelegt wurde, gliederte man den Abschnitt Wüstenbrand – Abzweig Schützenhaus mit der Station Grüna (Sachs) ob Bf der Bahnstrecke Küchwald – Obergrüna zu. Auf dieser endete der Betrieb endgültig im Jahr 2003. In Grüna ob Bf war noch bis 1999 ein beidseitig angebundenes zweites Gleis als Nebengleis vorhanden, welches von der Bahnmeisterei genutzt wurde. Seit August 2013 hat der neue Eigentümer des Bahnhofsgebäudes die Kleinlok 100 738 dort abgestellt.